# 1982-es labdarúgó-világbajnokság-selejtező (UEFA – 6. csoport)
Az 1982-es labdarúgó-világbajnokság európai 6. selejtezőcsoportjának mérkőzéseit, és a csoport végeredményét tartalmazó lapja. A csoportban körmérkőzéses, oda-visszavágós rendszerben játszottak egymással a labdarúgó-válogatottak. A selejtezőket 1980. március 26. és 1981. november 18. között rendezték. Az első két helyezett automatikus résztvevője lett az 1982-es labdarúgó-világbajnokságnak.
A csoportban Észak-Írország, Izrael, Portugália, Skócia és Svédország szerepelt.
Skócia és Észak-Írország jutott ki az 1982-es világbajnokságra.

## Tabella
| Hely. | Csapat         | M | Gy | D | V | G+ | G– | Gk | P  | Továbbjutás                          |     | Skócia | Észak-Írország | Svédország | Portugália | Izrael |
| ----- | -------------- | - | -- | - | - | -- | -- | -- | -- | ------------------------------------ | --- | ------ | -------------- | ---------- | ---------- | ------ |
| 1.    | Skócia         | 8 | 4  | 3 | 1 | 9  | 4  | +5 | 11 | Kijutott az 1982-es világbajnokságra |     | —      | 1–1            | 2–0        | 0–0        | 3–1    |
| 2.    | Észak-Írország | 8 | 3  | 3 | 2 | 6  | 3  | +3 | 9  | Kijutott az 1982-es világbajnokságra |     | 0–0    | —              | 3–0        | 1–0        | 1–0    |
| 3.    | Svédország     | 8 | 3  | 2 | 3 | 7  | 8  | −1 | 8  |                                      |     | 0–1    | 1–0            | —          | 3–0        | 1–1    |
| 4.    | Portugália     | 8 | 3  | 1 | 4 | 8  | 11 | −3 | 7  |                                      | 2–1 | 1–0    | 1–2            | —          | 3–0        |        |
| 5.    | Izrael         | 8 | 1  | 3 | 4 | 6  | 10 | −4 | 5  |                                      | 0–1 | 0–0    | 0–0            | 4–1        | —          |        |

## Mérkőzések
| 1980. március 26. |

| Izrael | 0 – 0       | Észak-Írország |
| ------ | ----------- | -------------- |
|        | Jegyzőkönyv |                |

| Ramat Gan Stadion, Ramat Gan Nézőszám: 34,000 Játékvezető: Stjepan Glavina (jugoszláv) |

| 1980. június 18. |

| Svédország  | 1 – 1       | Izrael    |
| ----------- | ----------- | --------- |
| Ramberg 35' | Jegyzőkönyv | Damti 80' |

| Råsunda Stadion, Stockholm Nézőszám: 24,711 Játékvezető: Martti Hirviniemi (finn) |

| 1980. szeptember 10. |

| Svédország | 0 – 1       | Skócia       |
| ---------- | ----------- | ------------ |
|            | Jegyzőkönyv | Strachan 72' |

| Råsunda Stadion, Stockholm Nézőszám: 39,831 Játékvezető: Franz Wöhrer (osztrák) |

| 1980. október 15. |

| Észak-Írország                             | 3 – 0       | Svédország |
| ------------------------------------------ | ----------- | ---------- |
| Brotherston 24' McIlroy 28' J. Nicholl 37' | Jegyzőkönyv |            |

| Windsor Park, Belfast Nézőszám: 18,000 Játékvezető: Alexis Ponnet (belga) |

| 1980. október 15. |

| Skócia | 0 – 0       | Portugália |
| ------ | ----------- | ---------- |
|        | Jegyzőkönyv |            |

| Hampden Park, Glasgow Nézőszám: 60,765 Játékvezető: Jan Redelfs (nyugatnémet) |

| 1980. november 12. |

| Izrael | 0 – 0       | Svédország |
| ------ | ----------- | ---------- |
|        | Jegyzőkönyv |            |

| Ramat Gan Stadion, Ramat Gan Nézőszám: 37,654 Játékvezető: George Courtney (angol) |

| 1980. november 19. |

| Portugália | 1 – 0       | Észak-Írország |
| ---------- | ----------- | -------------- |
| Jordão 60' | Jegyzőkönyv |                |

| Estádio da Luz, Lisszabon Nézőszám: 60,000 Játékvezető: Georges Konrath (francia) |

| 1980. december 17. |

| Portugália                | 3 – 0       | Izrael |
| ------------------------- | ----------- | ------ |
| Coelho 33' 72' Jordão 36' | Jegyzőkönyv |        |

| Estádio da Luz, Lisszabon Nézőszám: 38,926 Játékvezető: Enzo Barbaresco (olasz) |

| 1981. február 25. |

| Izrael | 0 – 1       | Skócia       |
| ------ | ----------- | ------------ |
|        | Jegyzőkönyv | Dalglish 54' |

| Ramat Gan Stadion, Ramat Gan Nézőszám: 35,000 Játékvezető: Anderco (román) |

| 1981. március 25. |

| Skócia   | 1 – 1       | Észak-Írország |
| -------- | ----------- | -------------- |
| Wark 75' | Jegyzőkönyv | Hamilton 70'   |

| Hampden Park, Glasgow Nézőszám: 78,444 Játékvezető: Klaus Scheurell (keletnémet) |

| 1981. április 28. |

| Skócia                                             | 3 – 1       | Izrael    |
| -------------------------------------------------- | ----------- | --------- |
| Robertson 21' (11-esből) 30' (11-esből) Provan 54' | Jegyzőkönyv | Sinai 56' |

| Hampden Park, Glasgow Nézőszám: 61,489 Játékvezető: Guðmundur Haraldsson (izlandi) |

| 1981. április 29. |

| Észak-Írország | 1 – 0       | Portugália |
| -------------- | ----------- | ---------- |
| Armstrong 74'  | Jegyzőkönyv |            |

| Windsor Park, Belfast Nézőszám: 18,000 Játékvezető: Svein Inge Thime (norvég) |

| 1981. június 3. |

| Svédország          | 1 – 0       | Észak-Írország |
| ------------------- | ----------- | -------------- |
| Borg 50' (11-esből) | Jegyzőkönyv |                |

| Råsunda Stadion, Stockholm Nézőszám: 21,431 Játékvezető: Paolo Bergamo (olasz) |

| 1981. június 24. |

| Svédország                                          | 3 – 0       | Portugália |
| --------------------------------------------------- | ----------- | ---------- |
| Börjesson 39' G. Mendes 55' (öngól) J. Svensson 67' | Jegyzőkönyv |            |

| Råsunda Stadion, Stockholm Nézőszám: 34,531 Játékvezető: Anatolij Milcsenko (szovjet) |

| 1981. szeptember 9. |

| Skócia                              | 2 – 0       | Svédország |
| ----------------------------------- | ----------- | ---------- |
| Jordan 20' Robertson 80' (11-esből) | Jegyzőkönyv |            |

| Hampden Park, Glasgow Nézőszám: 81,511 Játékvezető: André Daina (svájci) |

| 1981. október 14. |

| Észak-Írország | 0 – 0       | Skócia |
| -------------- | ----------- | ------ |
|                | Jegyzőkönyv |        |

| Windsor Park, Belfast Nézőszám: 22,248 Játékvezető: Valerij Butyenko (szovjet) |

| 1981. október 14. |

| Portugália | 1 – 2       | Svédország              |
| ---------- | ----------- | ----------------------- |
| Pietra 65' | Jegyzőkönyv | Larsson 38' Persson 89' |

| Estádio da Luz, Lisszabon Nézőszám: 75,000 Játékvezető: Ronald Bridges (walesi) |

| 1981. október 28. |

| Izrael                     | 4 – 1       | Portugália |
| -------------------------- | ----------- | ---------- |
| Tabak 6' 18' 30' Damti 14' | Jegyzőkönyv | Jordão 8'  |

| Ramat Gan Stadion, Ramat Gan Nézőszám: 16,192 Játékvezető: Afxentiou (ciprusi) |

| 1981. november 18. |

| Észak-Írország | 1 – 0       | Izrael |
| -------------- | ----------- | ------ |
| Armstrong 27'  | Jegyzőkönyv |        |

| Windsor Park, Belfast Nézőszám: 38,000 Játékvezető: Emilio Carlos Guruceta (spanyol) |

| 1981. november 18. |

| Portugália           | 2 – 1       | Skócia      |
| -------------------- | ----------- | ----------- |
| M. Fernandes 33' 56' | Jegyzőkönyv | Sturrock 9' |

| Estádio da Luz, Lisszabon Nézőszám: 25,000 Játékvezető: Charles Corver (holland) |

## Góllövőlista
|  |  |